# ルナ17号

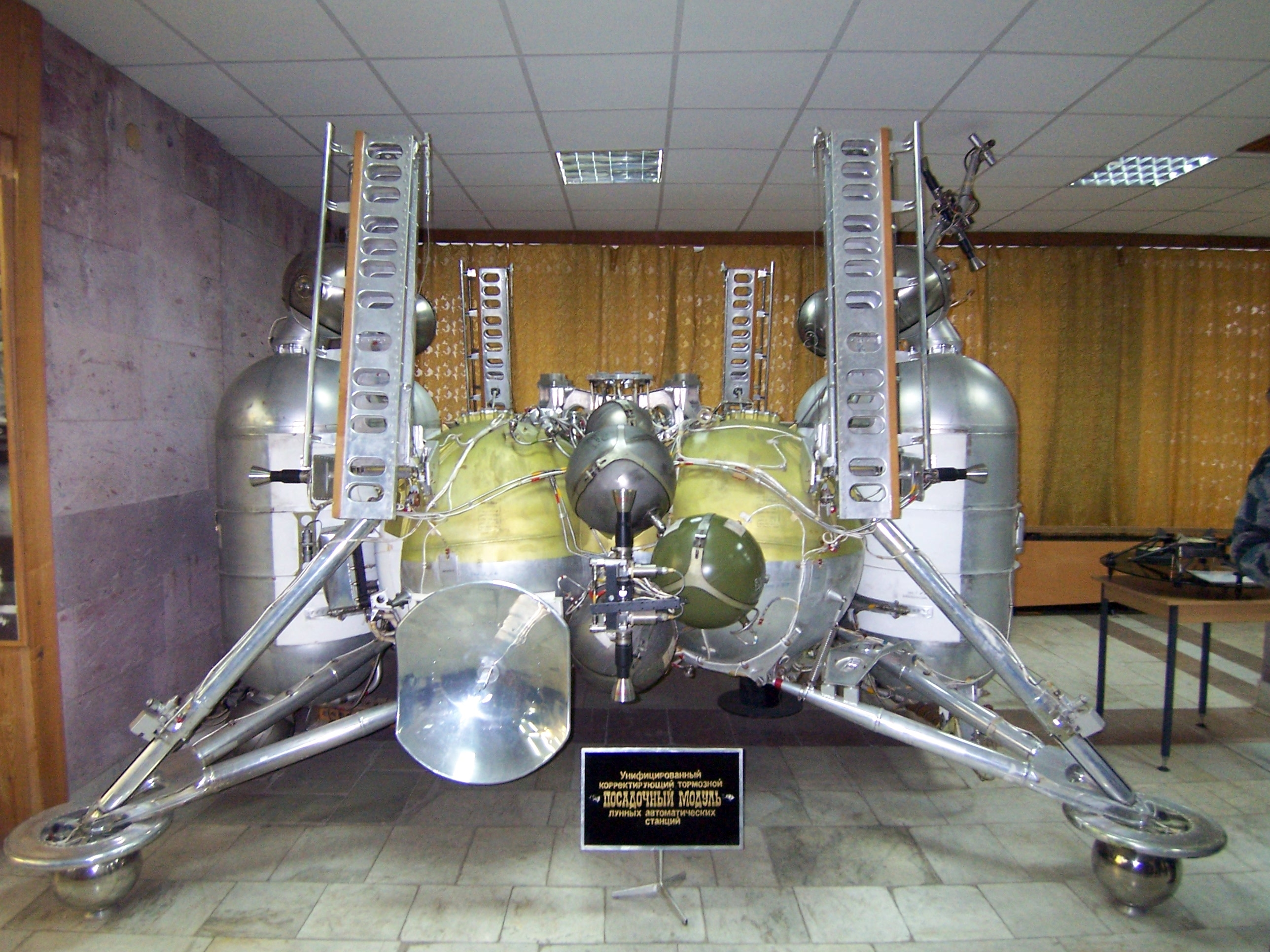
ルナ17号の降下ステージ

ルナ17号（ロシア語：Луна-17、ラテン文字表記の例：Luna 17）はソビエト連邦が打ち上げた無人月探査機。1970年11月17日に月に着陸し、世界初の月面車ルノホート1号による調査を11か月間行った。

## 設計
ルナ17号は降下ステージと月面車の2つのユニットから構成されていた。
降下ステージはルナ16号と共通しており、逆噴射ロケットを用いて探査機全体が4本の脚で軟着陸できるように設計された。月面車ルノホート1号はその上に乗せられた。ルノホートの本体は鉢のような形をした与圧容器だった。観測装置としては、4台のテレビカメラ、土壌の機械的性質を調べる装置、X線スペクトル計、X線望遠鏡、宇宙線検出器などを載せた。上部には展開式の太陽電池パネルを装備し、3か月間の活動を想定した。
探査機全体での重量は推進剤込みで5.6トンほどであった。

## ミッション
1970年11月10日、ルナ17号はバイコヌール宇宙基地からプロトンロケットによって打ち上げられた。探査機は宇宙待機軌道を経て月へ向かう軌道に乗った。11月15日、ルナ17号は月周回軌道に入った。
11月17日には月周回軌道から離れ、探査機は雨の海に軟着陸した。降下ステージに備えられたスロープが展開され、ルノホート1号が月面に降り立った。
その後、ルノホート1号による観測は予定の3か月を超えて続けられたが、1971年10月4日に計画の終了が発表された。ルノホートの総移動距離は10.54kmで、この間に2万枚の写真、200枚のパノラマ写真が撮影され、500回以上の土壌の調査が行われた。

## ミッション後
通信途絶後の消息は永らく不明であったが、NASAの月観測衛星による写真撮影により、その位置が確認された。その情報に基づき、ニューメキシコ州の天文台から発せられたレーザー光に2000フォトンの反射光を返して来た。